# Storytime
"Storytime" är en låt av det finska symphonic metalbandet Nightwish. Det är den andra låten på albumet Imaginaerum (2011), och den släpptes som den första singeln från albumet den 9 november 2011. "Storytime" släpptes samtidigt som CD, nedladdning och musikvideo, och toppade veckan efter släppet den finska singellistan.
Låten är skriven av Tuomas Holopainen  och spelades in i Finland och Storbritannien mellan 2010 och 2011. Holopainen har i efterhand sagt att "Storytime" är ett av Nightwish bättre singelval, eftersom den kan representera hela albumet, inte bara en enstaka aspekt av den.

## Låtlista
Det finns två varianter av singeln att köpa (utöver den digitala) - CD och LP.
Storytime CDS (Digipak)
1. "Storytime (Radio edit)" (03:59)
2. "Storytime (Album version)" (05:28)
3. "Storytime (Instrumental version)" (05:28)

Storytime 10 MLP (Gatefold)
1. "Storytime (Album version)" (05:28)
2. "Storytime (Radio edit)" (03:59)
3. "Storytime (Instrumental version)" (05:28)